# Großsteingrab Nordsteimke
Das Großsteingrab Nordsteimke ist eine Grabanlage der jungsteinzeitlichen Trichterbecherkultur im Wolfsburger Stadtteil Nordsteimke. Es wurde 1968 von einem Landwirt beim Pflügen seines Ackers entdeckt und 1969 durch den Archäologen Franz Niquet ausgegraben.

## Lage
Das Grab wurde 1975 rekonstruiert im Ort an der Schule aufgebaut, aber wegen Erweiterungsarbeiten im Jahre 2008 an den Ortsrand verlegt. Dort befindet sich eine 2018 neu aufgestellte Informationstafel.

## Beschreibung
Niquet fand bei seiner Untersuchung sieben nicht mehr in situ befindliche Steine vor, davon einen besonders großen mit einem Gewicht von etwa vier Tonnen. Er rekonstruierte aus diesem Befund das ursprüngliche Aussehen des Grabes als einen erweiterten Dolmen mit zwei Wandsteinpaaren an den Langseiten, einem einzelnen, großen Deckstein und einem Zugang auf einer der Schmalseiten. Die Steine wurden nach der Ausgrabung zunächst beiseitegeschafft und später rekonstruiert. Da jedoch nie ein abschließender Grabungsbericht vorgelegt wurde und außerdem beim Wiederaufbau auch Stahl und Beton zum Einsatz kamen, kann die Rekonstruktion nicht als originalgetreu angesehen werden.